# Kagema
Kagema (jap. 陰間) – japońskie, historyczne określenie męskiej prostytutki. Kagema byli często uczniami teatru kabuki, oferowanymi zarówno damskiej, jak i męskiej klienteli. Wielu takich prostytuujących się kagema, jak i młodych aktorów kabuki, w dzieciństwie było sprzedawanych do terminu, zazwyczaj na dziesięcioletnie kontrakty. Kagema nie związani z teatrem kabuki byli zatrudniani w męskich domach publicznych lub w wyspecjalizowanych w ich usługach herbaciarniach (jap. 陰間茶屋 kagema-chaya).

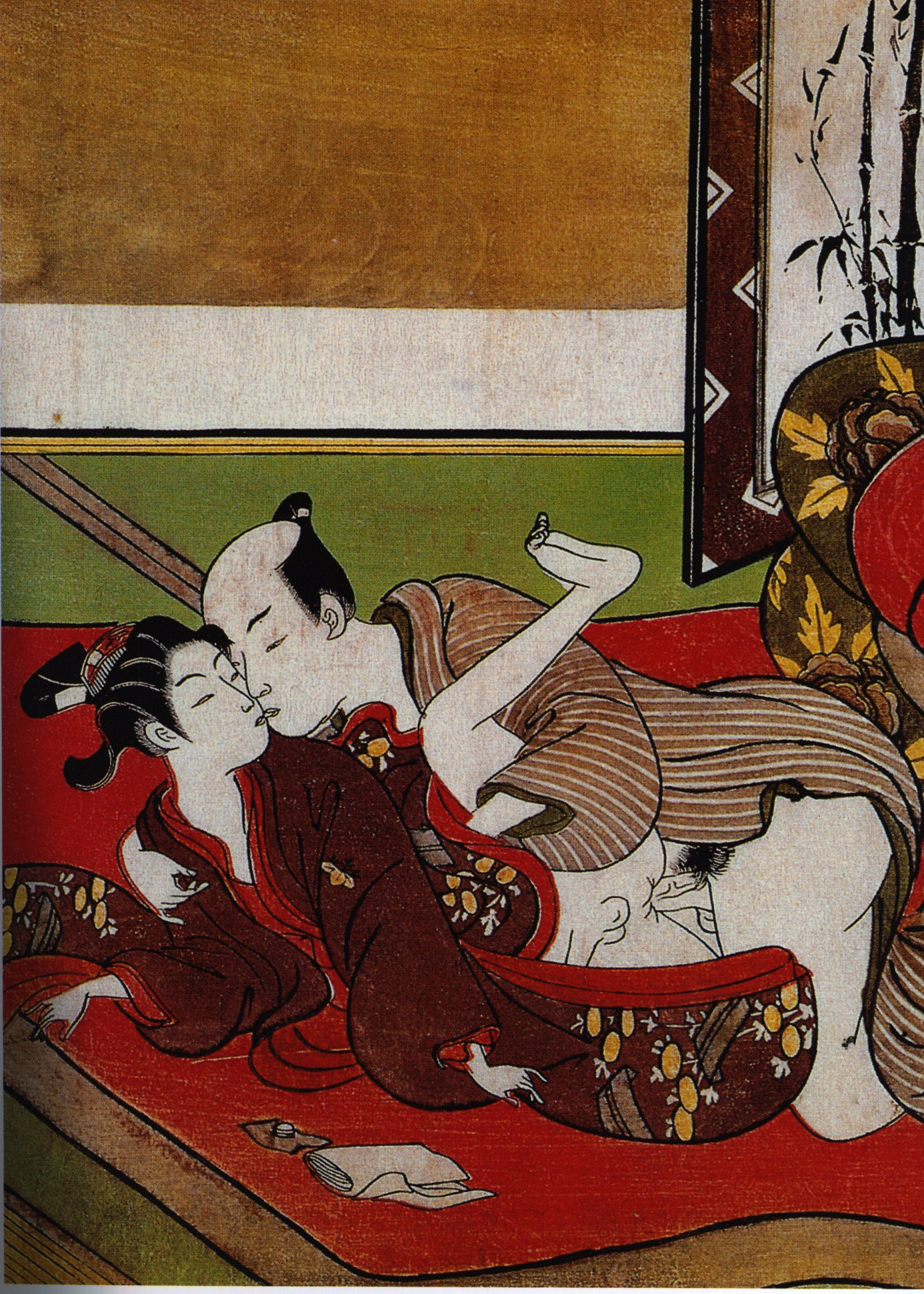
Japońska rycina przedstawiająca stosunek analny. Schadzka mężczyzny i młodzieńca, prawdopodobnie aktora kabuki. Młodzi aktorzy kabuki często byli poszukiwani przez mieszczan oddających się shudō.

Męska klientela uprawiała z kagema głównie seks analny (męskie fellatio właściwie nie jest wzmiankowane w dokumentach z okresu Edo). Kagema mogli występować, jako yarō (młodzi mężczyźni), wakashū lub wakashu (dorastający chłopcy w wieku 10-18 lat) lub jako onnagata (wcielający się w teatrze w role kobiece).
Kagema za swoje usługi zazwyczaj żądali więcej niż żeńskie prostytutki podobnego statusu społecznego i pomimo różnych obostrzeń oraz restrykcji prawnych, wiedli dostatnie życie.